# Nguyễn Văn Xuân (trung tướng)
Nguyễn Văn Xuân (1892 – 1989) là Thủ tướng của Cộng hòa Tự trị Nam Kỳ từ ngày 8 tháng 10 năm 1947 đến ngày 27 tháng 5 năm 1948, sau đó giữ chức vụ Thủ tướng lâm thời của Quốc gia Việt Nam từ ngày 27 tháng 5 năm 1948 đến 14 tháng 7 năm 1949. Ông còn là sĩ quan gốc Việt đầu tiên mang quân hàm cấp tướng của quân đội Pháp (1947).

## Cuộc đời và sự nghiệp
Ông xuất thân trong một gia đình đại điền chủ ở Nam Kỳ. Vốn gia đình có quốc tịch Pháp, ông sang Pháp học từ nhỏ. Học giỏi, ông đậu vào Trường Bách khoa Paris năm 1912 và gia nhập quân đội Pháp. Ông phục vụ trong binh chủng pháo binh, tham gia Thế chiến I và sau đó được từ từ thăng cấp. Trước năm 1945, ông là vị sĩ quan người Việt mang quân hàm cao nhất trong quân đội Pháp: Quan năm (Đại tá/Colonel).
Sau năm 1946, khi Cộng hòa tự trị Nam Kỳ thất bại, người Pháp nghĩ đến giải pháp Bảo Đại để bảo vệ lợi ích của Pháp tại Việt Nam và thực hiện chiến lược "ngăn chặn chủ nghĩa cộng sản" của khối các nước tư bản phương Tây trong đó có Pháp. Người trung gian của Pháp là Đại tá Nguyễn Văn Xuân. Vào giữa năm 1947, Nguyễn Văn Xuân được nhà nước Pháp phong quân hàm Chuẩn tướng và ngày 8 tháng 10 năm 1947, ông được Hội đồng tư vấn Nam kỳ bầu vào chức vụ Thủ tướng và thành lập Chính phủ Cộng hòa tự trị Nam Kỳ, với tên mới là chính phủ Nam phần Việt Nam.
Tại Bắc Kỳ và Trung Kỳ, người Pháp lập ra các cơ quan hành chính tạm thời là Hội đồng An dân Bắc phần và Hội đồng Chấp chánh lâm thời Trung phần do Trương Đình Tri và Trần Văn Lý đứng đầu.
Trong khi đó những người bảo hoàng cố thương lượng với Pháp về chủ quyền đất nước. Theo Thỏa ước Vịnh Hạ Long ngày 6 tháng 12 giữa Cao ủy Bollaert và Bảo Đại thì Pháp thừa nhận nước Việt Nam độc lập nhưng có điều kiện hạn chế về ngoại giao, quốc phòng và quy chế dân tộc thiểu số. Để xúc tiến việc trao trả độc lập hoàn toàn và sửa đổi những khoản trên, ngày 26 tháng 3 năm 1948 ở Hồng Kông Bảo Đại tuyên bố thành lập chính phủ Trung ương của Quốc gia Việt Nam. Năm người được đề cử làm Thủ tướng lúc bấy giờ là Ngô Đình Diệm, Lê Văn Hoạch, Trần Văn Hữu, Khương Hữu Long và Nguyễn Văn Xuân, nhưng Ngô Đình Diệm, Khương Hữu Long, và Lê Văn Hoạch khước từ vì không tán thành nghị định thư của Thỏa ước Vịnh Hạ Long. Bác sĩ Khương Hữu Long đề nghị với Bảo Đại và toàn quyền Pháp cho Trầ̀̀n Văn Hữu. Cuối cùng Trần Văn Hữu nhường cho Nguyễn Văn Xuân làm Thủ tướng Chính phủ lâm thời Quốc gia Việt Nam.
Ngày 27 tháng 5 năm 1948, ông đệ trình danh sách nội các Chính phủ. Đến ngày 5 tháng 6 năm 1948 thì tuyên cáo Hạ Long được chính thức ký kết, theo đó nước Pháp thừa nhận nền độc lập của Việt Nam. Ngày 8 tháng 3 năm 1949, Tổng thống Pháp Vincent Auriol và Cựu hoàng Bảo Đại đã ký Hiệp ước Elysée, thành lập một Chính quyền Việt Nam trong khối Liên hiệp Pháp, gọi là Quốc gia Việt Nam, đứng đầu là Bảo Đại.
Ngày 1 tháng 4 năm 1949, ông được Chính phủ Pháp thăng hàm Thiếu tướng quân đội thuộc địa (General de division des troupes coloniales).
Ngày 24 tháng 4 năm 1949, cựu hoàng Bảo Đại về nước. Hai tháng sau, vào ngày 14 tháng 6, Bảo Đại tuyên bố tạm cầm quyền cho đến khi tổ chức được tổng tuyển cử và tạm giữ danh hiệu Hoàng đế để có một địa vị quốc tế hợp pháp. Ngày 1 tháng 7 năm 1949, Chính phủ lâm thời của Quốc gia Việt Nam tấn phong Bảo Đại là Quốc trưởng. Bảo Đại cũng tuyên bố tạm kiêm quyền Thủ tướng, vì vậy cử ông làm Phó Thủ tướng kiêm Bộ trưởng Quốc phòng.
Ông giữ chức vụ Phó thủ tướng kiêm Bộ trưởng Quốc phòng trong Chính phủ lâm thời đến ngày 21 tháng 1 năm 1950. Sau khi chính phủ Nguyễn Phan Long được thành lập, ông trở về Pháp và sống cuộc đời thầm lặng ở đó cho đến khi qua đời.
Năm 1989, ông từ trần tại Pháp, hưởng thọ 97 tuổi.